# Enargia staudingeri
Enargia staudingeri là một loài bướm đêm trong họ Noctuidae.